# نهائي كأس الدوري البرتغالي 2010
نهائي كأس الدوري البرتغالي 2010 هي المباراة النهائية من منافسة كأس الدوري البرتغالي 2009–10، أقيمت المباراة في 21 مارس 2010، في ملعب ألغارفي، بين فريقي نادي بنفيكا، ونادي بورتو، وفاز فيها نادي بنفيكا، بعد أن هزم نادي بورتو، بنتيجة 3 - 0، وكان حكم المباراة خورخي سوزا.

## تفاصيل المباراة
لعبت المباراة النهائية في 21 مارس 2010.
| نادي بنفيكا | 3 -0 | نادي بورتو |
| ----------- | ---- | ---------- |
|             |      |            |